# Llucho
Llucho (auch: Lluchu) ist eine Streusiedlung im Departamento Potosí im Hochland des südamerikanischen Andenstaates Bolivien.

## Lage im Nahraum
Llucho liegt in der Provinz Chayanta und ist die zweitgrößte Ortschaft des Cantón Ocurí im gleichnamigen Municipio Ocurí. Die Ortschaft liegt auf einer Höhe von 4163 m am Río Lluchu, der in nördlicher Richtung über den Río Kolka Pujio, Río Kharakhara, Río Salla Mayu und Rio Parcoma zum Río Guadalupe fließt.

## Geographie
Llucho liegt zwischen dem bolivianischen Altiplano im Westen und der Anden-Gebirgskette der Cordillera Central im Osten. Das Klima der Region ist ein typisches Tageszeitenklima, bei dem die mittlere Temperaturschwankung zwischen Tag und Nacht deutlicher ausfällt als zwischen Sommer und Winter.
Die Jahresdurchschnittstemperatur im langjährigen Mittel liegt bei etwa 4 °C (siehe Klimadiagramm Colquechaca), die Monatswerte bewegen sich zwischen 0 °C im Juni/Juli und 6 °C von November bis Januar. Die jährliche Niederschlagsmenge beträgt 460 mm, von Mai bis August herrscht eine Trockenzeit von monatlich weniger als 5 mm Niederschlag, während die Niederschlagshöhe im Januar und Februar etwa 100 mm erreicht.

## Verkehrsnetz
Llucho liegt in einer Entfernung von 90 Straßenkilometern nördlich von Potosí, der Hauptstadt des gleichnamigen Departamentos.
Die Ortschaft liegt zehn Kilometer südwestlich von Ocurí an der Nationalstraße Ruta 6, der direkten Straßenverbindung von Oruro nach Sucre. Die fast 1000 Kilometer lange Ruta 6 verbindet die Departamentos Oruro, Potosí, Chuquisaca und Santa Cruz.

## Bevölkerung
Die Einwohnerzahl der Ortschaft ist in dem Jahrzehnt zwischen den letzten beiden Volkszählung um die Hälfte angestiegen:
| Jahr | Einwohner         | Quelle       |
| ---- | ----------------- | ------------ |
| 1992 | keine Detaildaten | Volkszählung |
| 2001 | 230               | Volkszählung |
| 2013 | 351               | Volkszählung |
| 2024 |                   | Volkszählung |

Die Region weist einen hohen Anteil an Quechua-Bevölkerung auf, im Municipio Ocurí sprechen 98,5 Prozent der Bevölkerung Quechua. (2001)